# モアイ

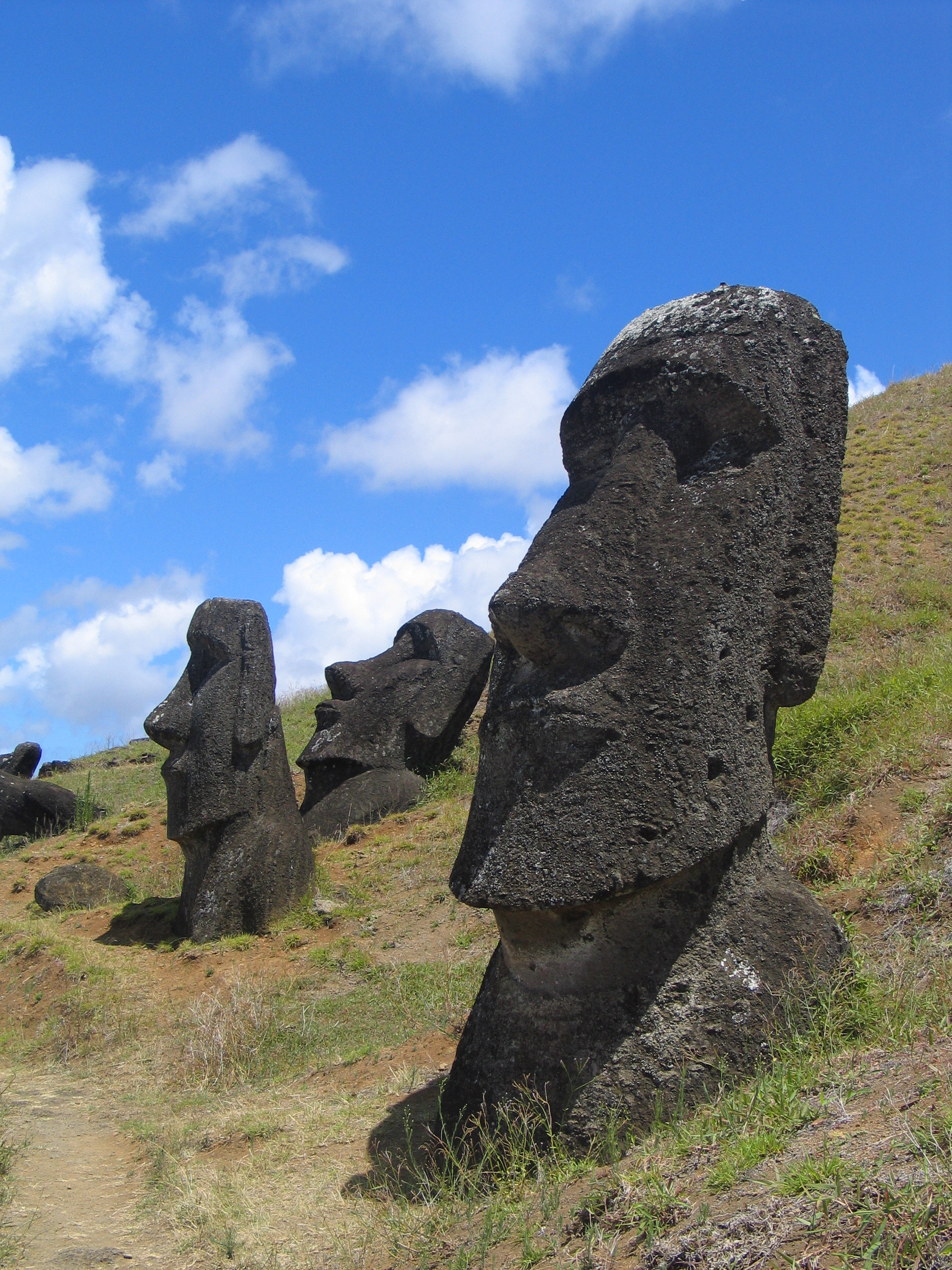
モアイ像 ラノ・ララクと呼ばれるモアイの製作所

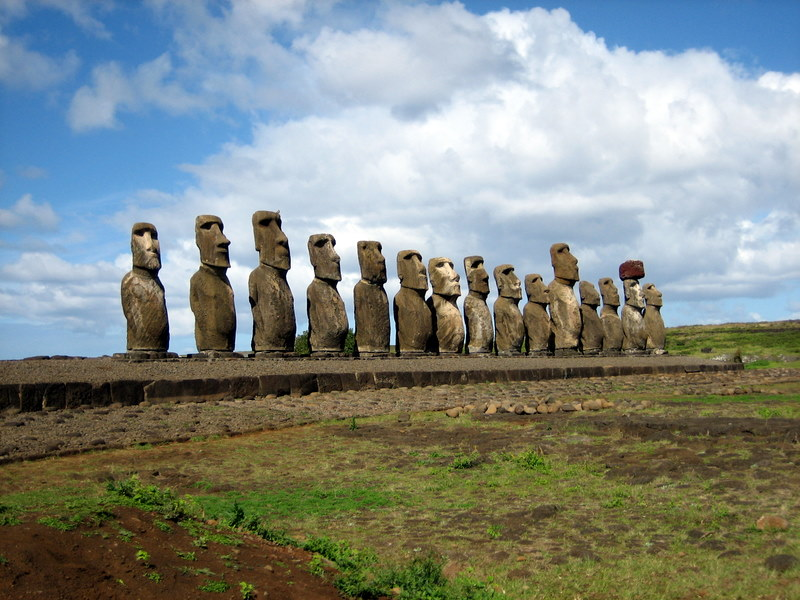
1990年代に復元されたアフ・トンガリキの15体のモアイ像

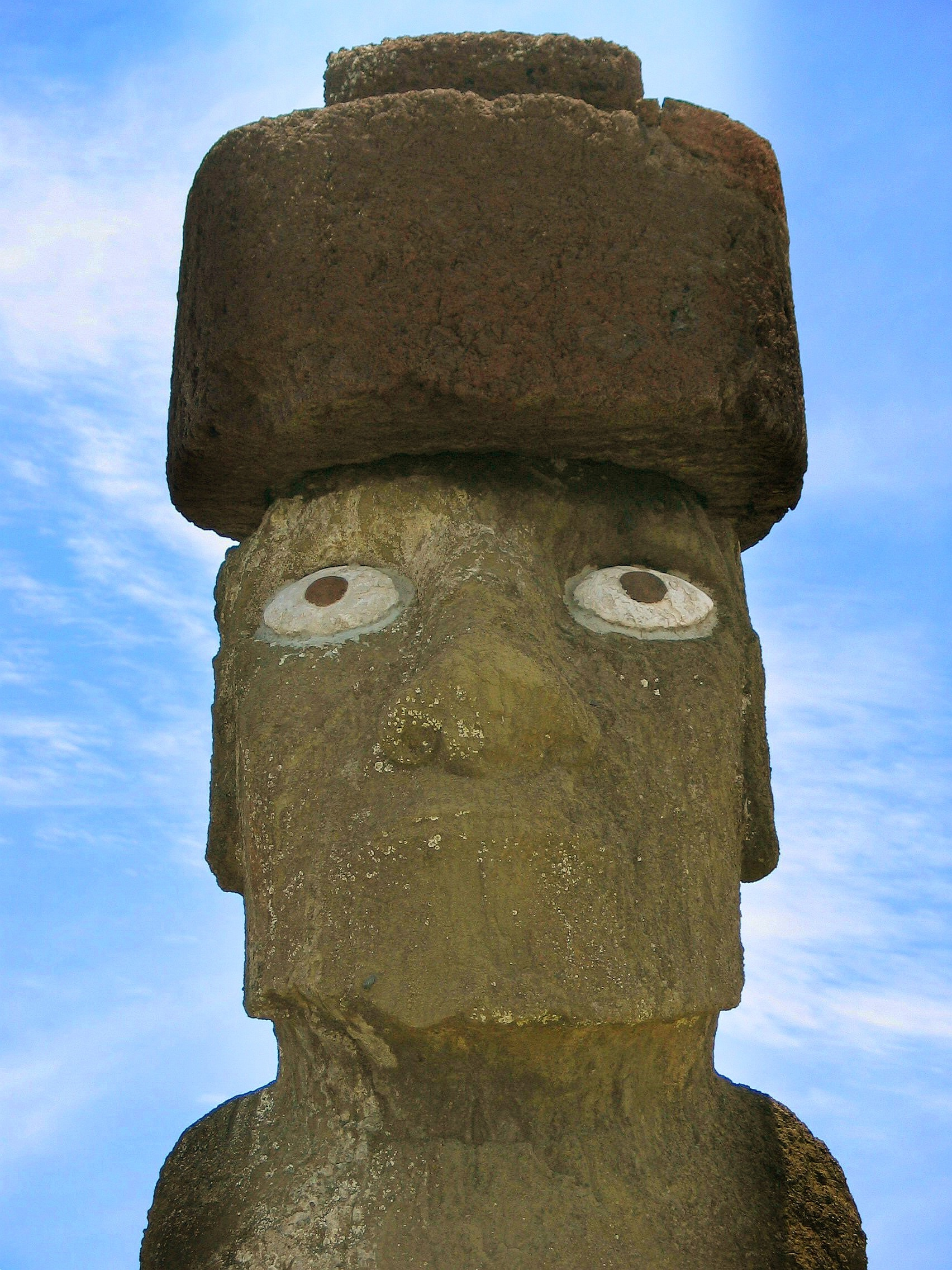
一部は目と思しき造作もされている。

モアイ（Moai）は、チリ領イースター島にある人面を模したとされる石像。島の海に面したアフと呼ばれる高台に、多くの場合海に背を向けて、正確にはかつての住居跡を取り囲むように多数建てられている。大きさは4〜５メートル、重量20トン程度のものが多いが最大級のものは20メートル、重量は90トンに達する。島で産出される凝灰岩でできており、建造中に放置されたものも含め約900体ある。現在アフに立っている約30体は、すべて近代以降に復元されたものである。
造られた時代によって様式は変化し、初期の物とされるものの多くは、高さ3メートル程度と小型だが、時代が下るにつれ大型化していった。アフに建てられたことのあるものには頭と胴体があり、後期の、とくに大きなものにはプカオと呼ばれる赤い石が頭上に乗せられ、一部は目と思しき造作もされている。
これらの像の設置目的・用途については「祭祀目的で立てられた」と推測されているが、実際の祭祀形態については諸説あり、定説は未だにない。「イースター島」の項目も参照のこと。

## 建設方法
材料となった石材は凝灰岩であり、採石の中心は「ラノ・ララク」と呼ばれる直径約550メートルの噴火口跡で、現在でも完成前のあらゆる段階の石像が散乱する彫る道具とともに残されている。この噴火口から火口縁の低い部分に切り込まれた溝を通過して下降するようになっており、そこから北と南と西の三方向へ放射状に道が伸び、最も長いものは島の岸まで約15キロメートル続いている。
考古学者のヘイエルダールが現地住人の協力を得て行った実験では、横倒しにした像を木の「ころ」に乗せ、大勢が縄で引っ張り設置場所まで移送させ、木の棒と大小の石を積むことで立たせるという方法で、当時の人口・技術力でも運搬が可能であったことを証明している。詳細には、像を立たせる試みと、運ぶ試みは別々に行われた。
最初に像を立てる試みが行われた。これは実験ではなく、現地に伝承されていた技術に基づいたもので、設置には12人で18日掛かったとされ、同島アナケナ・ビーチ近くの丘に残されており、倒れた像を、木の棒と、地面と像の隙間に入れていく大小の石を使って近くのアフに立たせた。過去、島に巨大な像を作って動かす技術や知識がなく、南米からやって来た人々の力で建てられたという説があったが、実際に島民の遺骨のDNAなどを調べた結果、南米を起源とする遺伝物質が見つかっていない。最近の研究により島民が自力で建設し、移動させたことがわかっている。当時の人口や環境に関する考古学的な部分はイースター島の歴史を参照。
運ぶ方法について、直接ではないが伝承では石垣にする大きな石を運ぶ時に使ったミロ・マンガ・エルアというY字形の分かれた木の幹でつくった石づちがあったという。またハウ・ハウの木の皮で太い綱を作ったという。
だが、その後の研究では、完成後すぐに立てられ、立った状態で縄で目的地まで運搬された、という方法も示されており、この方法では横倒しにして運搬するよりも人数が少なくてもすむ上、効率も良い事が確認されている。また、「モアイは自分で歩いた」という現地の伝説の根拠にもなっている。
イースター島の火口湖でボーリングを行い堆積物に含まれている花粉を調査した結果、5世紀ごろの土の中からヤシの花粉が大量に発見されており、当時はヤシの森に覆われ木材は豊富であったと考えられる。また、1722年の西洋人として最初に到着したヤコブ・ロッヘフェーンは、3メートルに満たない低木が少ないながら存在していることを記録している。現在見るような低木すらまばらな状態になったのは1888年にチリが併合した後、島全体が牧羊場とされて牧草を食べさせたことが要因となって土壌浸食が起こり、残っていた自生植物の殆どが1934年頃までに姿を消したためである。

## 復元・修復
1722年に西洋人として最初にヤコブ・ロッヘフェーンがイースター島にたどり着いた時には、すでに部族間抗争によって多くが倒されていた。1774年に島を訪れたジェームズ・クックは、まだ無事に立っていた像と同じくらい打ち倒された像を目にしたと記録している。西洋人により立っている像が最後に記録されたのは1838年で、1868年の記録には立っている像はなくなっていた。口承では1840年頃にすべての像が倒されてしまったという。この倒された像の一部は、20世紀以降に考古学者や地元の人の手によって起こされた。現在はおよそ40体の像が復元されている。
香川県高松市に本社を置く株式会社タダノが、1992年からクレーンなどをイースター島に持ち込んで、島南部のアフ・トンガリキにある15体の像の復元・修復などを行い、使用後のクレーンなどをイースター島に寄贈している。これはTBSの『日立 世界・ふしぎ発見!』で1988年の秋にイースター島を特集した際、「クレーンがあれば、モアイを元通りにできるのに」という知事の声を放送したところ、解答者である黒柳徹子が「日本の企業が助けてあげればいいのに」という内容の発言をし、それをタダノの社員が見ており、社長が話に乗ったのがきっかけである。クレーンの運搬にはチリ海軍の協力を得ている。費用も全額タダノが出費している。

## 文明崩壊の原因説
ジャレド・ダイアモンド『文明崩壊』など、イースター島民はモアイの作り過ぎで文明が崩壊し自滅したとする説がある。かつて島民は木材を燃料やカヌーや家屋といったインフラに使い、耕地を広げるためにも森を切り開いていった。さらに部族の権威を高めるために祭祀に使うモアイを盛んに立てたことも森林の減少に拍車をかけることになった。森林の減少は土地の浸食などの環境悪化を招いたため、食糧や耕地などの資源を巡って部族間の緊張・対立が激化することになった結果、ますます競って像を立て、森林も狭まるという悪循環に陥っていったことが推測されている。周囲から孤立した人口1万人の小さな島に1,000体もの像が乱立した結果、最終的に森林が消滅し、人口も激減し、像が作られることもなくなり、当初は立っていた像は部族間の抗争で倒されてしまったとする。このことから、地球全体をラパ・ヌイに、現在の世界各地のビルを同像にたとえ、地球温暖化や森林伐採に警鐘を鳴らす人々もいる。現在イースター島（ラパ・ヌイ）には大規模な森は存在せず、前述のように地質学的調査によると、作られた当時はヤシの木が生い茂っていたとされる。
しかし、実際に部族同士の争いがあったかどうかについては論争がある。というのも、部族の争いがあったにしては、人を殺すことを目的としたような殺傷能力のある「武器」が島内からほとんど発掘されていないためである。島で使われていた「マタア」と呼ばれる石器は、人を刺し殺すような作業には適しておらず、島内から発掘された469個の頭骨を調べたところ、マタアによるものと思われる切り傷の痕が見つかったのは、そのうちわずか2個だけだった。西洋人による侵略時にも、現地人は投石で戦ったとされる。この事から、口伝にあるような激しい戦闘があったのかどうか疑問視する専門家もいる。
従来説では木の橇と軌条を作り、その上を滑らせるという大量の木材を必要とする方法であったが、2012年に、モアイを立てた状態で、縄で左右に揺らしながら、歩かせるように前に進める方法でも可能である事が、実験で確かめられている。この様子は、島に伝わる「モアイは自分で歩いた」との伝説にも合致する。
争いが起こったとされる時から数百年も後になってから、収集された口承だけを頼りにすることは、研究者の間で論争となっている。部族間抗争の存在については、研究が進むにつれて否定されつつある。イースター島民の人口が減ったのは、ヨーロッパ人による奴隷狩りが原因である可能性が高まっている。苛烈な奴隷狩りにより、島民の人口は100人前後まで減り、やがて疫病の流行が原因で絶滅したとされる。

## 焼失
2022年10月にはイースター島で日照りによる大規模な火災が発生し、複数のモアイが焼ける被害が出た。この被災によって、島に点在する約1000体のモアイのうち数百体が修復不能のダメージを受けたとされている。

## 犯罪
他の世界的観光資源同様、観光客による落書きや破壊行為が絶えない。損壊した者には最高5年の禁錮刑または最高1万9,000米ドルの罰金が課せられる。地元警察署は同島の岩であっても傷付けることは犯罪であるとしている。
2003年1月に日本人観光客が、倒れているモアイ像をただの岩と思い込んで落書きを彫り、地元のチリ警察に逮捕される事態となった。これに関して同月、日本の外務省は「海外安全ホームページ」内などで旅行者に対し、海外の文化財を含む旅行先の物品に落書きをしないよう呼びかけると共に、像を傷つけた場合は前述の刑罰が課せられる可能性があると警告している。

## レプリカ等
以下にあげるものは正確には同像ではなく、すべて「レプリカ」もしくは「同像の意匠を採用した像」、などと呼ぶべきものである。
チリで作られた像

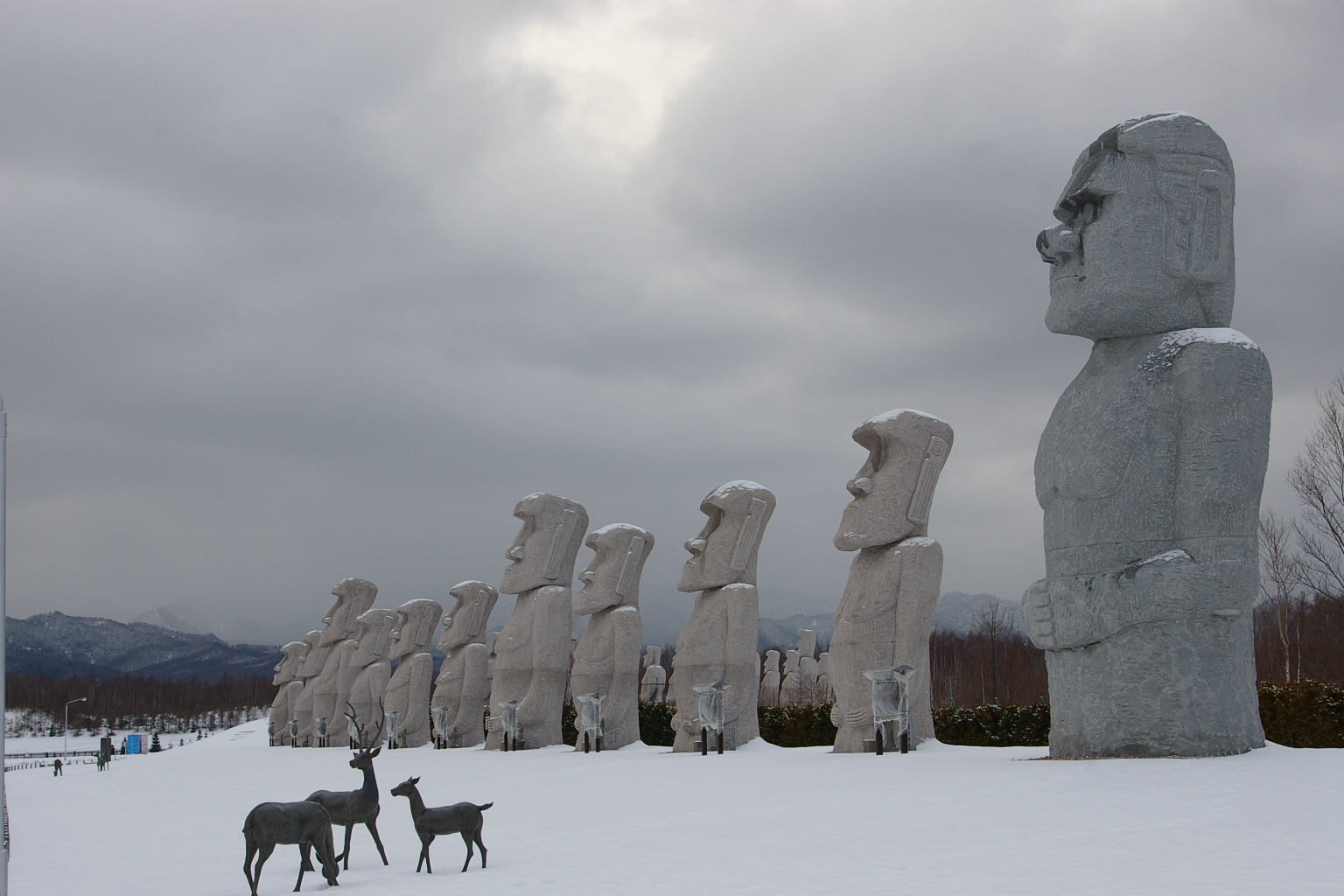
札幌市真駒内滝野霊園の実物大モアイ像

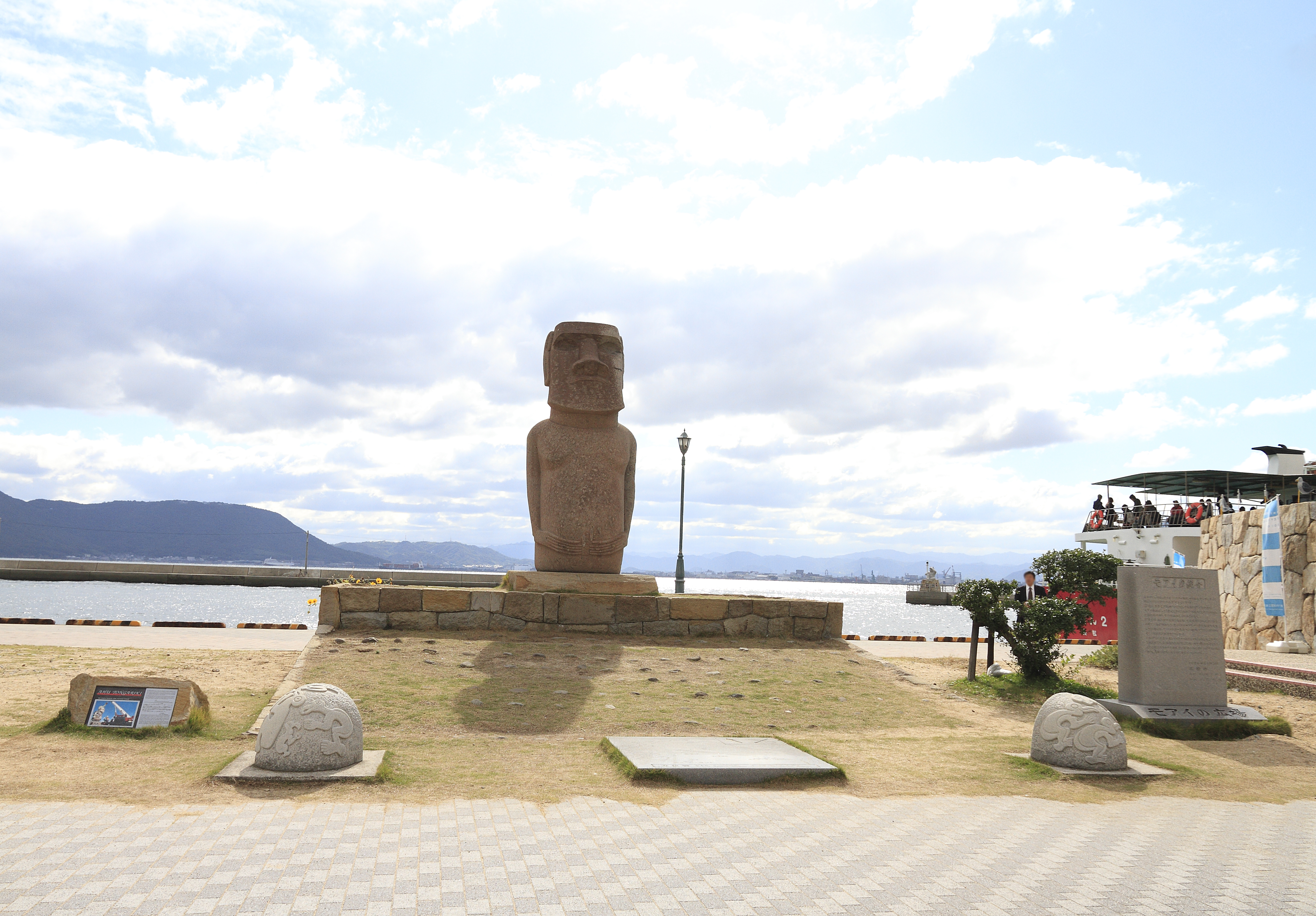
高松市女木町モアイの広場のモアイ像

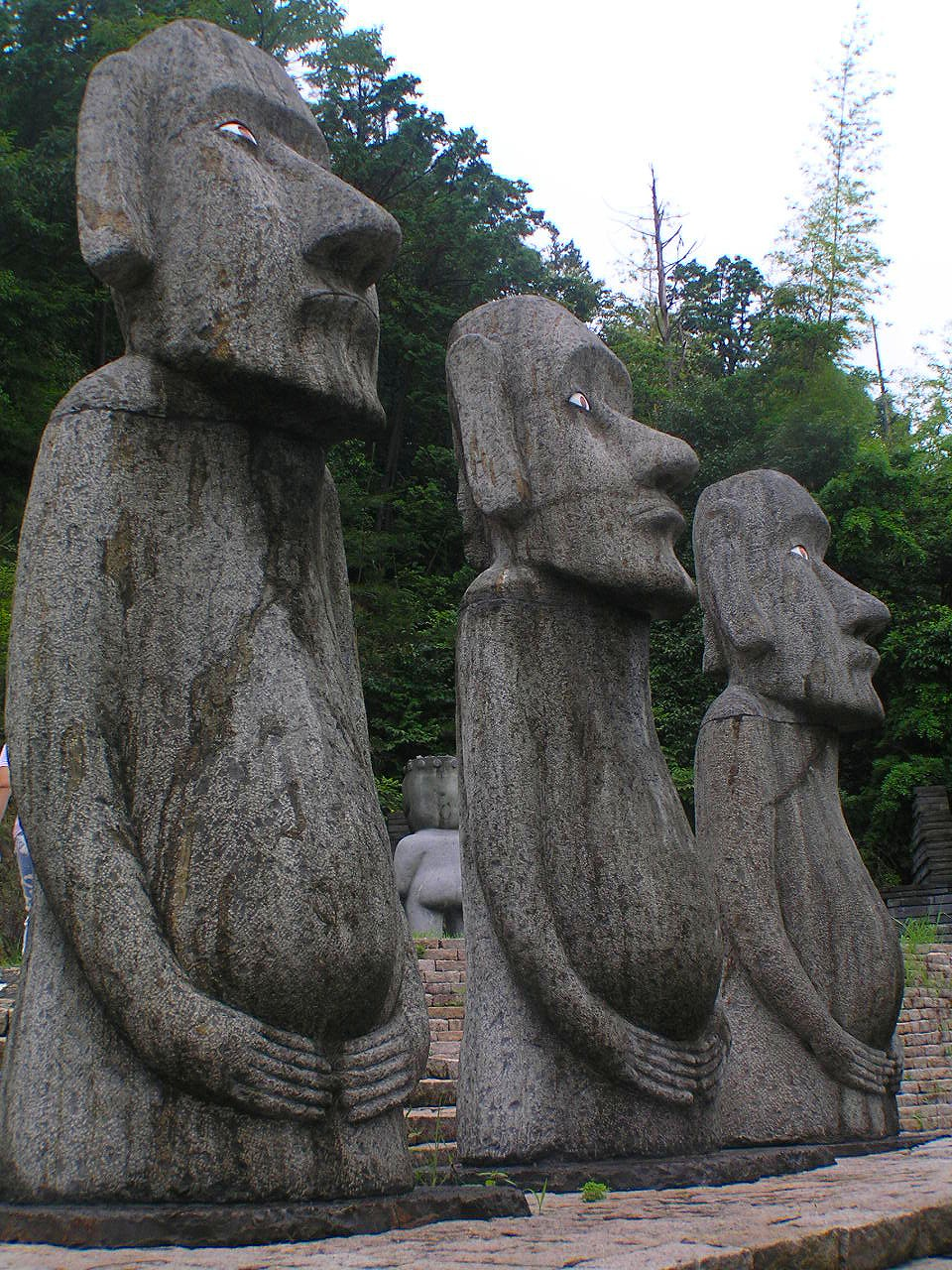
太陽公園イースター島のモアイ像

- 1960年に発生したチリ地震の津波で甚大な被害を受けた宮城県志津川町（現・南三陸町）では、チリ地震津波災害30周年の折、同じ被災国であるチリとの友好のシンボルとしてレプリカを輸入した（設置は1991年7月）。これは、チリで産出した黒色輝緑岩（凝灰岩）を用いて現地の技術者が制作し、船で46日かけて運ばれたもので、志津川湾に面した公園（チリプラザ）に設置されていたが、2011年に東北地方太平洋沖地震（東日本大震災）の津波で被災し損壊した。そのため2013年、チリから新たにイースター島の石で制作された像が寄贈された。
- ラ・セレナ市と交流のある奈良県天理市では、市役所北側の入り口付近に設置されている。

日本で作られた像
- 宮崎県日南市のサンメッセ日南にある像はアフ・アキビ7体がモデルで、大きさも形も全く同じ（石材は福島県白川村の凝灰岩）である。本物と同じ方角を向いて設置されているが、本物のアフ・アキビは海に向かい立っているが、こちらは海を背にする形になっている。
- 香川県の女木島にあるものは、倒れた像を立ち上げるテストのために作られたものである。
- 福岡県中間市の屋根のない博物館（モヤイ公園）に数体存在している。同公園は世界各地の石像や石の遺物（もちろんコピー）が多数展示されている。
- 札幌市南区の真駒内滝野霊園にも多数（2012年4月現在33体）存在（同園は「モアイ地蔵」と呼称）し、一種の観光名所化している。周辺の休憩用ベンチの一部にも同像を模した意匠のものが存在する。
- 姫路市の遺跡テーマパーク「太陽公園」。
- 和歌山市の和歌山大学周辺の住宅地ふじと台。同像が多数点在しているが、大きさは小さい（2メートルほど）。ほかにも、入口には超巨大な「考える人」があったり、自由の女神像や古代ギリシャの円盤投げ像などのオブジェもある。

その他
- モヤイ像は同像にヒントを得て作られた一連の彫刻作品の通称である。
- イースター島の海底にも同像が存在するが、これは遺跡ではなく『モアイの謎』という映画のセットを沈めたもので、ダイビングポイントとして人気となっている。